# Interlands Duits voetbalelftal 2010-2019
Deze pagina toont een chronologisch en gedetailleerd overzicht van de interlands die het Duits voetbalelftal heeft gespeeld in de periode 2010 – 2019.

## Interlands

### 2010
|                                                              |           |                     |            |                                                                                   |
| 3 maart Vriendschappelijk № 826 «onderlinge duels» 20:45 uur | Duitsland | 0 – 1               | Argentinië | Allianz Arena, München Toeschouwers: 65.152 Scheidsrechter: Martin Atkinson (ENG) |
| 3 maart Vriendschappelijk № 826 «onderlinge duels» 20:45 uur |           | 45' Gonzalo Higuaín |            | Allianz Arena, München Toeschouwers: 65.152 Scheidsrechter: Martin Atkinson (ENG) |

|                                                             |                                                 |       |       |                                                                     |
| 13 mei Vriendschappelijk № 827 «onderlinge duels» 18:00 uur | Duitsland                                       | 3 – 0 | Malta | Tivoli, Aken Toeschouwers: 26.000 Scheidsrechter: Alain Hamer (LUX) |
| 13 mei Vriendschappelijk № 827 «onderlinge duels» 18:00 uur | Cacau 16' Cacau 58' Kenneth Scicluna 61' (e.d.) |       |       | Tivoli, Aken Toeschouwers: 26.000 Scheidsrechter: Alain Hamer (LUX) |

|                                                             |                                                                                      |       |                       |                                                                                                |
| 3 juni Vriendschappelijk № 829 «onderlinge duels» 20:30 uur | Duitsland                                                                            | 3 – 1 | Bosnië en Herzegovina | Commerzbank-Arena, Frankfurt am Main Toeschouwers: 48.000 Scheidsrechter: Nicola Rizzoli (ITA) |
| 3 juni Vriendschappelijk № 829 «onderlinge duels» 20:30 uur | Philipp Lahm 50' Bastian Schweinsteiger 73' (pen.) Bastian Schweinsteiger 77' (pen.) |       | 15' Edin Džeko        | Commerzbank-Arena, Frankfurt am Main Toeschouwers: 48.000 Scheidsrechter: Nicola Rizzoli (ITA) |

| WK voetbal 2010 |
| --------------- |

|                                                                 |                                                                  |                  |           |                                                                                          |
| 13 juni WK-eindronde Groep D № 830 «onderlinge duels» 20:30 uur | Duitsland                                                        | 4 – 0            | Australië | Moses Mabhida Stadium, Durban Toeschouwers: 62.660 Scheidsrechter: Marco Rodríguez (MEX) |
| 13 juni WK-eindronde Groep D № 830 «onderlinge duels» 20:30 uur | Lukas Podolski 8' Miroslav Klose 27' Thomas Müller 68' Cacau 70' | Wedstrijdverslag |           | Moses Mabhida Stadium, Durban Toeschouwers: 62.660 Scheidsrechter: Marco Rodríguez (MEX) |

|                                                                 |           |                  |                     | |
| 18 juni WK-eindronde Groep D № 831 «onderlinge duels» 13:30 uur | Duitsland | 0 – 1            | Servië              | Nelson Mandelabaai Stadion, Port Elizabeth Toeschouwers: 38.294 Scheidsrechter: Alberto Undiano (ESP) |
| 18 juni WK-eindronde Groep D № 831 «onderlinge duels» 13:30 uur |           | Wedstrijdverslag | 38' Milan Jovanović | Nelson Mandelabaai Stadion, Port Elizabeth Toeschouwers: 38.294 Scheidsrechter: Alberto Undiano (ESP) |

|                                                                 |       |                  |                |                                                                                                   |
| 23 juni WK-eindronde Groep D № 832 «onderlinge duels» 20:30 uur | Ghana | 0 – 1            | Duitsland      | First National Bank Stadium, Johannesburg Toeschouwers: 34.812 Scheidsrechter: Carlos Simon (BRA) |
| 23 juni WK-eindronde Groep D № 832 «onderlinge duels» 20:30 uur |       | Wedstrijdverslag | 60' Mesut Özil | First National Bank Stadium, Johannesburg Toeschouwers: 34.812 Scheidsrechter: Carlos Simon (BRA) |

|                                                                        |                                                                           |                  |                   |                                                                                          |
| 27 juni WK-eindronde Achtste finale № 833 «onderlinge duels» 16:00 uur | Duitsland                                                                 | 4 – 1            | Engeland          | Vrystaatstadion, Bloemfontein Toeschouwers: 40.911 Scheidsrechter: Jorge Larrionda (URU) |
| 27 juni WK-eindronde Achtste finale № 833 «onderlinge duels» 16:00 uur | Miroslav Klose 20' Lukas Podolski 32' Thomas Müller 67' Thomas Müller 70' | Wedstrijdverslag | 37' Matthew Upson | Vrystaatstadion, Bloemfontein Toeschouwers: 40.911 Scheidsrechter: Jorge Larrionda (URU) |

|                                                                    |            |                                                                           |           |                                                                                       |
| 3 juli WK-eindronde Kwartfinale № 834 «onderlinge duels» 16:00 uur | Argentinië | 0 – 4                                                                     | Duitsland | Groenpuntstadion, Kaapstad Toeschouwers: 64.100 Scheidsrechter: Ravshan Irmatov (UZB) |
| 3 juli WK-eindronde Kwartfinale № 834 «onderlinge duels» 16:00 uur |            | 3' Thomas Müller 68' Miroslav Klose 74' Arne Friedrich 89' Miroslav Klose |           | Groenpuntstadion, Kaapstad Toeschouwers: 64.100 Scheidsrechter: Ravshan Irmatov (UZB) |

|                                                                     |           |                  |        |                                                                                        |
| 7 juli WK-eindronde Halve finale № 835 «onderlinge duels» 20:30 uur | Duitsland | 0 – 1            | Spanje | Moses Mabhida Stadion, Durban Toeschouwers: 60.960 Scheidsrechter: Viktor Kassai (HUN) |
| 7 juli WK-eindronde Halve finale № 835 «onderlinge duels» 20:30 uur |           | 73' Carles Puyol |        | Moses Mabhida Stadion, Durban Toeschouwers: 60.960 Scheidsrechter: Viktor Kassai (HUN) |

|                                                                      |                                     |       |                                                       | |
| 10 juli WK-eindronde Troostfinale № 836 «onderlinge duels» 20:30 uur | Uruguay                             | 2 – 3 | Duitsland                                             | Nelson Mandelabaai Stadion, Port Elizabeth Toeschouwers: 36.254 Scheidsrechter: Benito Archundia (MEX) |
| 10 juli WK-eindronde Troostfinale № 836 «onderlinge duels» 20:30 uur | Edinson Cavani 28' Diego Forlán 51' |       | 19' Thomas Müller 56' Marcell Jansen 82' Sami Khedira | Nelson Mandelabaai Stadion, Port Elizabeth Toeschouwers: 36.254 Scheidsrechter: Benito Archundia (MEX) |

|  |  |  |  |  |  |  |  |  |

|                                                                  |                                      |       |                                    |                                                                          |
| 11 augustus Vriendschappelijk № 837 «onderlinge duels» 20:30 uur | Denemarken                           | 2 – 2 | Duitsland                          | Parken, Kopenhagen Toeschouwers: 19.071 Scheidsrechter: Alan Kelly (IRL) |
| 11 augustus Vriendschappelijk № 837 «onderlinge duels» 20:30 uur | Dennis Rommedahl 74' Mads Junker 87' |       | 19' Mario Gómez 73' Patrick Helmes | Parken, Kopenhagen Toeschouwers: 19.071 Scheidsrechter: Alan Kelly (IRL) |

|                                                                |        |                    |           |                                                                                         |
| 3 september EK-kwalificatie № 838 «onderlinge duels» 20:45 uur | België | 0 – 1              | Duitsland | Koning Boudewijnstadion, Brussel Toeschouwers: 41.126 Scheidsrechter: Terje Hauge (NOR) |
| 3 september EK-kwalificatie № 838 «onderlinge duels» 20:45 uur |        | 51' Miroslav Klose |           | Koning Boudewijnstadion, Brussel Toeschouwers: 41.126 Scheidsrechter: Terje Hauge (NOR) |

|                                                              |                                                      |       |         |                                                                                |
| 8 oktober EK-kwalificatie № 840 «onderlinge duels» 20:45 uur | Duitsland                                            | 3 – 0 | Turkije | Olympiastadion, Berlijn Toeschouwers: 74.244 Scheidsrechter: Howard Webb (ENG) |
| 8 oktober EK-kwalificatie № 840 «onderlinge duels» 20:45 uur | Miroslav Klose 42' Mesut Özil 79' Miroslav Klose 87' |       |         | Olympiastadion, Berlijn Toeschouwers: 74.244 Scheidsrechter: Howard Webb (ENG) |

|                                                               |            |                                                       |           |                                                                                 |
| 12 oktober EK-kwalificatie № 841 «onderlinge duels» 18:00 uur | Kazachstan | 0 – 3                                                 | Duitsland | Astana Arena, Astana Toeschouwers: 18.000 Scheidsrechter: Alexandru Tudor (ROM) |
| 12 oktober EK-kwalificatie № 841 «onderlinge duels» 18:00 uur |            | 48' Miroslav Klose 76' Mario Gómez 85' Lukas Podolski |           | Astana Arena, Astana Toeschouwers: 18.000 Scheidsrechter: Alexandru Tudor (ROM) |

|                                                                  |        |       |           |                                                                                    |
| 17 november Vriendschappelijk № 842 «onderlinge duels» 20:30 uur | Zweden | 0 – 0 | Duitsland | Ullevi Stadion, Göteborg Toeschouwers: 21.959 Scheidsrechter: Carlos Velasco (ESP) |
| 17 november Vriendschappelijk № 842 «onderlinge duels» 20:30 uur |        |       |           | Ullevi Stadion, Göteborg Toeschouwers: 21.959 Scheidsrechter: Carlos Velasco (ESP) |

### 2011
|                                                                 |                    |       |                    |                                                                                       |
| 9 februari Vriendschappelijk № 843 «onderlinge duels» 20:45 uur | Duitsland          | 1 – 1 | Italië             | Signal Iduna Park, Dortmund Toeschouwers: 60.196 Scheidsrechter: Eric Braamhaar (NED) |
| 9 februari Vriendschappelijk № 843 «onderlinge duels» 20:45 uur | Miroslav Klose 16' |       | 81' Giuseppe Rossi | Signal Iduna Park, Dortmund Toeschouwers: 60.196 Scheidsrechter: Eric Braamhaar (NED) |

|                                                             |                                                                          |       |            | |
| 26 maart EK-kwalificatie № 844 «onderlinge duels» 20:00 uur | Duitsland                                                                | 4 – 0 | Kazachstan | Fritz-Walter-Stadion, Kaiserslautern Toeschouwers: 47.984 Scheidsrechter: Aleksandar Stavrev (MKD) |
| 26 maart EK-kwalificatie № 844 «onderlinge duels» 20:00 uur | Miroslav Klose 3' Thomas Müller 25' Thomas Müller 43' Miroslav Klose 88' |       |            | Fritz-Walter-Stadion, Kaiserslautern Toeschouwers: 47.984 Scheidsrechter: Aleksandar Stavrev (MKD) |

|                                                               |                 |       |                                     |                                                                                           |
| 29 maart Vriendschappelijk № 845 «onderlinge duels» 20:45 uur | Duitsland       | 1 – 2 | Australië                           | Borussia-Park, Mönchengladbach Toeschouwers: 30.152 Scheidsrechter: Stéphane Lannoy (FRA) |
| 29 maart Vriendschappelijk № 845 «onderlinge duels» 20:45 uur | Mario Gómez 26' |       | 61' David Carney 64' Luke Wilkshire | Borussia-Park, Mönchengladbach Toeschouwers: 30.152 Scheidsrechter: Stéphane Lannoy (FRA) |

|                                                             |                                    |       |                    |                                                                                              |
| 29 mei Vriendschappelijk № 846 «onderlinge duels» 20:00 uur | Duitsland                          | 2 – 1 | Uruguay            | Rhein-Neckar-Arena, Sinsheim Toeschouwers: 25.655 Scheidsrechter: Olegário Benquerença (POR) |
| 29 mei Vriendschappelijk № 846 «onderlinge duels» 20:00 uur | Mario Gómez 20' André Schürrle 35' |       | 48' Walter Gargano | Rhein-Neckar-Arena, Sinsheim Toeschouwers: 25.655 Scheidsrechter: Olegário Benquerença (POR) |

|                                                           |                           |       |                                 |                                                                                        |
| 3 juni EK-kwalificatie № 847 «onderlinge duels» 20:30 uur | Oostenrijk                | 1 – 2 | Duitsland                       | Ernst Happel Stadion, Wenen Toeschouwers: 47.500 Scheidsrechter: Massimo Busacca (SUI) |
| 3 juni EK-kwalificatie № 847 «onderlinge duels» 20:30 uur | Arne Friedrich 51' (e.d.) |       | 44' Mario Gómez 90' Mario Gómez | Ernst Happel Stadion, Wenen Toeschouwers: 47.500 Scheidsrechter: Massimo Busacca (SUI) |

|                                                           |                    |       |                                                     |                                                                                                |
| 7 juni EK-kwalificatie № 848 «onderlinge duels» 18:00 uur | Azerbeidzjan       | 1 – 3 | Duitsland                                           | Tofikh Bakhramov Stadion, Bakoe Toeschouwers: 25.000 Scheidsrechter: Michail Koukoulakis (GRE) |
| 7 juni EK-kwalificatie № 848 «onderlinge duels» 18:00 uur | Murad Huseynov 89' |       | 30' Mesut Özil 41' Mario Gómez 90+1' André Schürrle | Tofikh Bakhramov Stadion, Bakoe Toeschouwers: 25.000 Scheidsrechter: Michail Koukoulakis (GRE) |

|                                                                  |                                                                      |       |                                 |                                                                                         |
| 10 augustus Vriendschappelijk № 849 «onderlinge duels» 20:45 uur | Duitsland                                                            | 3 – 2 | Brazilië                        | Mercedes-Benz Arena, Stuttgart Toeschouwers: 54.767 Scheidsrechter: Viktor Kassai (HUN) |
| 10 augustus Vriendschappelijk № 849 «onderlinge duels» 20:45 uur | Bastian Schweinsteiger 61' (pen.) Mario Götze 67' André Schürrle 80' |       | 71' (pen.) Robinho 90+2' Neymar | Mercedes-Benz Arena, Stuttgart Toeschouwers: 54.767 Scheidsrechter: Viktor Kassai (HUN) |

|                                                                | |       |                                        |                                                                                           |
| 2 september EK-kwalificatie № 850 «onderlinge duels» 20:45 uur | Duitsland                                                                                             | 6 – 2 | Oostenrijk                             | Veltins Arena, Gelsenkirchen Toeschouwers: 53.313 Scheidsrechter: Paolo Tagliavento (ITA) |
| 2 september EK-kwalificatie № 850 «onderlinge duels» 20:45 uur | Miroslav Klose 8' Mesut Özil 23' Lukas Podolski 28' Mesut Özil 47' André Schürrle 83' Mario Götze 88' |       | 42' Marko Arnautović 51' Martin Harnik | Veltins Arena, Gelsenkirchen Toeschouwers: 53.313 Scheidsrechter: Paolo Tagliavento (ITA) |

|                                                                  |                                                 |       |                          |                                                                                    |
| 6 september Vriendschappelijk № 851 «onderlinge duels» 19:45 uur | Polen                                           | 2 – 2 | Duitsland                | PGE Arena Gdańsk, Gdańsk Toeschouwers: 38.000 Scheidsrechter: Daniele Orsato (ITA) |
| 6 september Vriendschappelijk № 851 «onderlinge duels» 19:45 uur | Robert Lewandowski 55' Jakub Błaszczykowski 90' |       | 68' Toni Kroos 90' Cacau | PGE Arena Gdańsk, Gdańsk Toeschouwers: 38.000 Scheidsrechter: Daniele Orsato (ITA) |

|                                                              |                 |       |                                                                     |                                                                                     |
| 7 oktober EK-kwalificatie № 852 «onderlinge duels» 20:45 uur | Turkije         | 1 – 3 | Duitsland                                                           | Telekom Arena, Istanboel Toeschouwers: 49.532 Scheidsrechter: Martin Atkinson (ENG) |
| 7 oktober EK-kwalificatie № 852 «onderlinge duels» 20:45 uur | Hakan Balta 79' |       | 35' Mario Gómez 66' Thomas Müller 86' (pen.) Bastian Schweinsteiger | Telekom Arena, Istanboel Toeschouwers: 49.532 Scheidsrechter: Martin Atkinson (ENG) |

|                                                               |                                                   |       |                       |                                                                                       |
| 11 oktober EK-kwalificatie № 853 «onderlinge duels» 20:45 uur | Duitsland                                         | 3 – 1 | België                | Esprit Arena, Düsseldorf Toeschouwers: 48.483 Scheidsrechter: Svein Oddvar Moen (NOR) |
| 11 oktober EK-kwalificatie № 853 «onderlinge duels» 20:45 uur | Mesut Özil 30' André Schürrle 33' Mario Gómez 48' |       | 86' Marouane Fellaini | Esprit Arena, Düsseldorf Toeschouwers: 48.483 Scheidsrechter: Svein Oddvar Moen (NOR) |

|                                                                  |                                                                   |       |                                                   |                                                                                 |
| 11 november Vriendschappelijk № 854 «onderlinge duels» 20:45 uur | Oekraïne                                                          | 3 – 3 | Duitsland                                         | NSK Olimpiejsky, Kiev Toeschouwers: 69.720 Scheidsrechter: Carlos Velasco (ESP) |
| 11 november Vriendschappelijk № 854 «onderlinge duels» 20:45 uur | Andriy Yarmolenko 28' Jevhen Konopljanka 37' Serhij Nazarenko 45' |       | 38' Toni Kroos 65' Simon Rolfes 77' Thomas Müller | NSK Olimpiejsky, Kiev Toeschouwers: 69.720 Scheidsrechter: Carlos Velasco (ESP) |

|                                                                  |                                                     |       |           |                                                                               |
| 15 november Vriendschappelijk № 855 «onderlinge duels» 20:45 uur | Duitsland                                           | 3 – 0 | Nederland | Imtech Arena, Hamburg Toeschouwers: 51.500 Scheidsrechter: Cüneyt Çakır (TUR) |
| 15 november Vriendschappelijk № 855 «onderlinge duels» 20:45 uur | Thomas Müller 15' Miroslav Klose 26' Mesut Özil 66' |       |           | Imtech Arena, Hamburg Toeschouwers: 51.500 Scheidsrechter: Cüneyt Çakır (TUR) |

### 2012
|                                                                  |           |       |                                        |                                                                                    |
| 29 februari Vriendschappelijk № 856 «onderlinge duels» 19:45 uur | Duitsland | 1 – 2 | Frankrijk                              | Weser-Stadion, Bremen Toeschouwers: 37.800 Scheidsrechter: Paolo Tagliavento (ITA) |
| 29 februari Vriendschappelijk № 856 «onderlinge duels» 19:45 uur | Cacau 90' |       | 21' Olivier Giroud 69' Florent Malouda | Weser-Stadion, Bremen Toeschouwers: 37.800 Scheidsrechter: Paolo Tagliavento (ITA) |

|                                                             |                                                                                                  |       |                                                    |                                                                                 |
| 26 mei Vriendschappelijk № 857 «onderlinge duels» 17:00 uur | Zwitserland                                                                                      | 5 – 3 | Duitsland                                          | St. Jakob-Park, Bazel Toeschouwers: 27.381 Scheidsrechter: Antony Gautier (FRA) |
| 26 mei Vriendschappelijk № 857 «onderlinge duels» 17:00 uur | Eren Derdiyok 21' Eren Derdiyok 23' Eren Derdiyok 50' Stephan Lichtsteiner 67' Admir Mehmedi 76' |       | 45' Mats Hummels 64' André Schürrle 72' Marco Reus | St. Jakob-Park, Bazel Toeschouwers: 27.381 Scheidsrechter: Antony Gautier (FRA) |

|                                                             |                                    |       |        |                                                                               |
| 31 mei Vriendschappelijk № 858 «onderlinge duels» 20:30 uur | Duitsland                          | 2 – 0 | Israël | Red Bull Arena, Leipzig Toeschouwers: 43.241 Scheidsrechter: Kevin Blom (NED) |
| 31 mei Vriendschappelijk № 858 «onderlinge duels» 20:30 uur | Mario Gómez 40' André Schürrle 82' |       |        | Red Bull Arena, Leipzig Toeschouwers: 43.241 Scheidsrechter: Kevin Blom (NED) |

| EK voetbal 2012 |
| --------------- |

|                                                                |                 |       |          |                                                                             |
| 9 juni EK-eindronde Groep B № 859 «onderlinge duels» 20:45 uur | Duitsland       | 1 – 0 | Portugal | Arena Lviv, Lviv Toeschouwers: 32.990 Scheidsrechter: Stéphane Lannoy (FRA) |
| 9 juni EK-eindronde Groep B № 859 «onderlinge duels» 20:45 uur | Mario Gómez 72' |       |          | Arena Lviv, Lviv Toeschouwers: 32.990 Scheidsrechter: Stéphane Lannoy (FRA) |

|                                                                 |                                 |       |                      |                                                                                     |
| 13 juni EK-eindronde Groep B № 860 «onderlinge duels» 20:45 uur | Duitsland                       | 2 – 1 | Nederland            | Metalist Stadion, Charkov Toeschouwers: 37.750 Scheidsrechter: Jonas Eriksson (SWE) |
| 13 juni EK-eindronde Groep B № 860 «onderlinge duels» 20:45 uur | Mario Gómez 24' Mario Gómez 38' |       | 73' Robin van Persie | Metalist Stadion, Charkov Toeschouwers: 37.750 Scheidsrechter: Jonas Eriksson (SWE) |

|                                                                 |                         |       |                                    |                                                                            |
| 17 juni EK-eindronde Groep B № 861 «onderlinge duels» 21:45 uur | Denemarken              | 1 – 2 | Duitsland                          | Arena Lviv, Lviv Toeschouwers: 32.990 Scheidsrechter: Carlos Velasco (ESP) |
| 17 juni EK-eindronde Groep B № 861 «onderlinge duels» 21:45 uur | Michael Krohn-Dehli 24' |       | 19' Lukas Podolski 80' Lars Bender | Arena Lviv, Lviv Toeschouwers: 32.990 Scheidsrechter: Carlos Velasco (ESP) |

|                                                                     |                                                                     |       |                                                      |                                                                            |
| 22 juni EK-eindronde Kwartfinale № 862 «onderlinge duels» 20:45 uur | Duitsland                                                           | 4 – 2 | Griekenland                                          | PGE Arena, Gdańsk Toeschouwers: 38.751 Scheidsrechter: Damir Skomina (SLO) |
| 22 juni EK-eindronde Kwartfinale № 862 «onderlinge duels» 20:45 uur | Philipp Lahm 39' Sami Khedira 61' Marco Reus 74' Miroslav Klose 68' |       | 53' Georgios Samaras 89' (pen.) Dimitrios Salpigidis | PGE Arena, Gdańsk Toeschouwers: 38.751 Scheidsrechter: Damir Skomina (SLO) |

|                                                                      |                         |       |                                         |                                                                                       |
| 28 juni EK-eindronde Halve finale № 863 «onderlinge duels» 20:45 uur | Duitsland               | 1 – 2 | Italië                                  | Stadion Narodowy, Warschau Toeschouwers: 38.794 Scheidsrechter: Stéphane Lannoy (FRA) |
| 28 juni EK-eindronde Halve finale № 863 «onderlinge duels» 20:45 uur | Mesut Özil 90+2' (pen.) |       | 20' Mario Balotelli 36' Mario Balotelli | Stadion Narodowy, Warschau Toeschouwers: 38.794 Scheidsrechter: Stéphane Lannoy (FRA) |

|  |  |  |  |  |  |  |  |  |

|                                                                  |                      |       |                                                             |                                                                                                |
| 15 augustus Vriendschappelijk № 864 «onderlinge duels» 20:45 uur | Duitsland            | 1 – 3 | Argentinië                                                  | Commerzbank Arena, Frankfurt am Main Toeschouwers: 48.808 Scheidsrechter: Jonas Eriksson (SWE) |
| 15 augustus Vriendschappelijk № 864 «onderlinge duels» 20:45 uur | Benedikt Höwedes 81' |       | 45' (e.d.) Sami Khedira 52' Lionel Messi 73' Ángel Di María | Commerzbank Arena, Frankfurt am Main Toeschouwers: 48.808 Scheidsrechter: Jonas Eriksson (SWE) |

|                                                                |                                               |       |         |                                                                              |
| 7 september WK-kwalificatie № 865 «onderlinge duels» 20:45 uur | Duitsland                                     | 3 – 0 | Faeröer | AWD-Arena, Hannover Toeschouwers: 32.769 Scheidsrechter: Robert Madden (SCH) |
| 7 september WK-kwalificatie № 865 «onderlinge duels» 20:45 uur | Mario Götze 28' Mesut Özil 54' Mesut Özil 72' |       |         | AWD-Arena, Hannover Toeschouwers: 32.769 Scheidsrechter: Robert Madden (SCH) |

|                                                                 |                      |       |                                      |                                                                                      |
| 11 september WK-kwalificatie № 866 «onderlinge duels» 20:30 uur | Oostenrijk           | 1 – 2 | Duitsland                            | Ernst Happel Stadion, Wenen Toeschouwers: 47.000 Scheidsrechter: Björn Kuipers (NED) |
| 11 september WK-kwalificatie № 866 «onderlinge duels» 20:30 uur | Zlatko Junuzović 57' |       | 44' Marco Reus 52' (pen.) Mesut Özil | Ernst Happel Stadion, Wenen Toeschouwers: 47.000 Scheidsrechter: Björn Kuipers (NED) |

|                                                               |                  |       |                                                                                               |                                                                                 |
| 12 oktober WK-kwalificatie № 867 «onderlinge duels» 20:45 uur | Ierland          | 1 – 6 | Duitsland                                                                                     | Aviva Stadium, Dublin Toeschouwers: 42.000 Scheidsrechter: Nicola Rizzoli (ITA) |
| 12 oktober WK-kwalificatie № 867 «onderlinge duels» 20:45 uur | Andy Keogh 90+2' |       | 32' Marco Reus 40' Marco Reus 54' Mesut Özil 58' Miroslav Klose 61' Toni Kroos 83' Toni Kroos | Aviva Stadium, Dublin Toeschouwers: 42.000 Scheidsrechter: Nicola Rizzoli (ITA) |

|                                                               |                                                                         |       |                                                                              |                                                                                  |
| 16 oktober WK-kwalificatie № 868 «onderlinge duels» 20:45 uur | Duitsland                                                               | 4 – 4 | Zweden                                                                       | Olympiastadion, Berlijn Toeschouwers: 72.369 Scheidsrechter: Pedro Proença (POR) |
| 16 oktober WK-kwalificatie № 868 «onderlinge duels» 20:45 uur | Miroslav Klose 8' Miroslav Klose 15' Per Mertesacker 39' Mesut Özil 56' |       | 62' Zlatan Ibrahimović 64' Mikael Lustig 76' Johan Elmander 90+3' Rasmus Elm | Olympiastadion, Berlijn Toeschouwers: 72.369 Scheidsrechter: Pedro Proença (POR) |

|                                                                  |           |       |           |                                                                                     |
| 14 november Vriendschappelijk № 869 «onderlinge duels» 20:30 uur | Nederland | 0 – 0 | Duitsland | Amsterdam Arena, Amsterdam Toeschouwers: 49.000 Scheidsrechter: Pedro Proença (POR) |
| 14 november Vriendschappelijk № 869 «onderlinge duels» 20:30 uur |           |       |           | Amsterdam Arena, Amsterdam Toeschouwers: 49.000 Scheidsrechter: Pedro Proença (POR) |

### 2013
|                                                                 |                      |       |                                    |                                                                                         |
| 6 februari Vriendschappelijk № 870 «onderlinge duels» 20:00 uur | Frankrijk            | 1 – 2 | Duitsland                          | Stade de France, Saint-Denis Toeschouwers: 75.000 Scheidsrechter: Paolo Mazzoleni (ITA) |
| 6 februari Vriendschappelijk № 870 «onderlinge duels» 20:00 uur | Mathieu Valbuena 44' |       | 51' Thomas Müller 74' Sami Khedira | Stade de France, Saint-Denis Toeschouwers: 75.000 Scheidsrechter: Paolo Mazzoleni (ITA) |

|                                                                     |            |                                                              |           |                                                                                  |
| 22 maart WK-kwalificatie Groep C № 871 «onderlinge duels» 17:00 uur | Kazachstan | 0 – 3                                                        | Duitsland | Astana Arena, Astana Toeschouwers: 29.400 Scheidsrechter: Anastasios Kakos (GRE) |
| 22 maart WK-kwalificatie Groep C № 871 «onderlinge duels» 17:00 uur |            | 20' Bastian Schweinsteiger 22' Mario Götze 74' Thomas Müller |           | Astana Arena, Astana Toeschouwers: 29.400 Scheidsrechter: Anastasios Kakos (GRE) |

|                                                                     |                                                                  |       |                         |                                                                                     |
| 26 maart WK-kwalificatie Groep C № 872 «onderlinge duels» 17:00 uur | Duitsland                                                        | 4 – 1 | Kazachstan              | Frankenstadion, Neurenberg Toeschouwers: 43.500 Scheidsrechter: Halis Özkahya (TUR) |
| 26 maart WK-kwalificatie Groep C № 872 «onderlinge duels» 17:00 uur | Marco Reus 23' Mario Götze 27' İlkay Gündoğan 31' Marco Reus 90' |       | 46' Heinrich Schmidtgal | Frankenstadion, Neurenberg Toeschouwers: 43.500 Scheidsrechter: Halis Özkahya (TUR) |

|                                                             |                                       |       |                                                                     |                                                                                   |
| 29 mei Vriendschappelijk № 873 «onderlinge duels» 19:30 uur | Ecuador                               | 2 – 4 | Duitsland                                                           | FAU Stadium, Boca Raton Toeschouwers: 5.500 Scheidsrechter: Ricardo Salazar (USA) |
| 29 mei Vriendschappelijk № 873 «onderlinge duels» 19:30 uur | Antonio Valencia 44' Walter Ayoví 84' |       | 1' Lukas Podolski 4' Lars Bender 17' Lukas Podolski 24' Lars Bender | FAU Stadium, Boca Raton Toeschouwers: 5.500 Scheidsrechter: Ricardo Salazar (USA) |

|                                                             |                                                                                        |       |                                                       |                                                                                         |
| 2 juni Vriendschappelijk № 874 «onderlinge duels» 20:40 uur | Verenigde Staten                                                                       | 4 – 3 | Duitsland                                             | RFK Stadium, Washington D.C. Toeschouwers: 47.359 Scheidsrechter: Paul Delgadillo (MEX) |
| 2 juni Vriendschappelijk № 874 «onderlinge duels» 20:40 uur | Jozy Altidore 13' Marc-Andre ter Stegen 17' (e.d.) Clint Dempsey 60' Clint Dempsey 64' |       | 52' Heiko Westermann 79' Max Kruse 81' Julian Draxler | RFK Stadium, Washington D.C. Toeschouwers: 47.359 Scheidsrechter: Paul Delgadillo (MEX) |

|                                                                  |                                                      |       |                                                      |                                                                                            |
| 14 augustus Vriendschappelijk № 875 «onderlinge duels» 20:45 uur | Duitsland                                            | 3 – 3 | Paraguay                                             | Fritz Walter Stadion, Kaiserslautern Toeschouwers: 47.522 Scheidsrechter: Ivan Bebek (CRO) |
| 14 augustus Vriendschappelijk № 875 «onderlinge duels» 20:45 uur | İlkay Gündoğan 18' Thomas Müller 31' Lars Bender 75' |       | 9' Ariel Núñez 13' Wilson Pittoni 45' Miguel Samudio | Fritz Walter Stadion, Kaiserslautern Toeschouwers: 47.522 Scheidsrechter: Ivan Bebek (CRO) |

|                                                                |                                                     |       |            |                                                                                 |
| 6 september WK-kwalificatie № 876 «onderlinge duels» 20:45 uur | Duitsland                                           | 3 – 0 | Oostenrijk | Allianz Arena, München Toeschouwers: 68.000 Scheidsrechter: Milorad Mažić (SRB) |
| 6 september WK-kwalificatie № 876 «onderlinge duels» 20:45 uur | Miroslav Klose 33' Toni Kroos 51' Thomas Müller 88' |       |            | Allianz Arena, München Toeschouwers: 68.000 Scheidsrechter: Milorad Mažić (SRB) |

|                                                                 |         |                                                             |           |                                                                                  |
| 10 september WK-kwalificatie № 877 «onderlinge duels» 19:00 uur | Faeröer | 0 – 3                                                       | Duitsland | Tórsvøllur, Tórshavn Toeschouwers: 4.100 Scheidsrechter: Gediminas Mažeika (LTU) |
| 10 september WK-kwalificatie № 877 «onderlinge duels» 19:00 uur |         | 23' Per Mertesacker 74' (pen.) Mesut Özil 84' Thomas Müller |           | Tórsvøllur, Tórshavn Toeschouwers: 4.100 Scheidsrechter: Gediminas Mažeika (LTU) |

|                                                     |                                                      |       |         |                                                                                       |
| 11 oktober WK-kwalificatie № 878 «onderlinge duels» | Duitsland                                            | 3 – 0 | Ierland | RheinEnergieStadion, Keulen Toeschouwers: 46.237 Scheidsrechter: Serge Gumienny (BEL) |
| 11 oktober WK-kwalificatie № 878 «onderlinge duels» | Sami Khedira 12' André Schürrle 58' Mesut Özil 90+1' |       |         | RheinEnergieStadion, Keulen Toeschouwers: 46.237 Scheidsrechter: Serge Gumienny (BEL) |

|                                                               |                                                           |       |                                                                                         |                                                                                |
| 15 oktober WK-kwalificatie № 879 «onderlinge duels» 20:45 uur | Zweden                                                    | 3 – 5 | Duitsland                                                                               | Friends Arena, Solna Toeschouwers: 25.464 Scheidsrechter: William Collum (SCO) |
| 15 oktober WK-kwalificatie № 879 «onderlinge duels» 20:45 uur | Tobias Hysén 6' Alexander Kačaniklić 42' Tobias Hysén 69' |       | 45' Mesut Özil 52' Mario Götze 57' André Schürrle 66' André Schürrle 76' André Schürrle | Friends Arena, Solna Toeschouwers: 25.464 Scheidsrechter: William Collum (SCO) |

|                                                                  |                   |       |                 |                                                                                                |
| 15 november Vriendschappelijk № 880 «onderlinge duels» 20:45 uur | Italië            | 1 – 1 | Duitsland       | Stadio Giuseppe Meazza, Milaan Toeschouwers: 60.240 Scheidsrechter: Olegário Benquerença (POR) |
| 15 november Vriendschappelijk № 880 «onderlinge duels» 20:45 uur | Ignazio Abate 28' |       | 8' Mats Hummels | Stadio Giuseppe Meazza, Milaan Toeschouwers: 60.240 Scheidsrechter: Olegário Benquerença (POR) |

|                                                                  |          |                     |           |                                                                                    |
| 19 november Vriendschappelijk № 881 «onderlinge duels» 20:00 uur | Engeland | 0 – 1               | Duitsland | Wembley Stadium, Londen Toeschouwers: 85.934 Scheidsrechter: Stéphane Lannoy (FRA) |
| 19 november Vriendschappelijk № 881 «onderlinge duels» 20:00 uur |          | 39' Per Mertesacker |           | Wembley Stadium, Londen Toeschouwers: 85.934 Scheidsrechter: Stéphane Lannoy (FRA) |

### 2014
|                                                              |                 |       |       |                                                                                            |
| 5 maart Vriendschappelijk № 882 «onderlinge duels» 20:00 uur | Duitsland       | 1 – 0 | Chili | Mercedes-Benz Arena, Stuttgart Toeschouwers: 54.449 Scheidsrechter: Mark Clattenburg (ENG) |
| 5 maart Vriendschappelijk № 882 «onderlinge duels» 20:00 uur | Mario Götze 16' |       |       | Mercedes-Benz Arena, Stuttgart Toeschouwers: 54.449 Scheidsrechter: Mark Clattenburg (ENG) |

|                                                   |           |       |       |                                                                                  |
| 13 mei Vriendschappelijk № 883 «onderlinge duels» | Duitsland | 0 – 0 | Polen | Imtech Arena, Hamburg Toeschouwers: 37.569 Scheidsrechter: David Fernández (ESP) |
| 13 mei Vriendschappelijk № 883 «onderlinge duels» |           |       |       | Imtech Arena, Hamburg Toeschouwers: 37.569 Scheidsrechter: David Fernández (ESP) |

|                                                             |                                      |       |                                          |                                                                                         |
| 1 juni Vriendschappelijk № 884 «onderlinge duels» 20:30 uur | Duitsland                            | 2 – 2 | Kameroen                                 | Borussia-Park, Mönchengladbach Toeschouwers: 41.250 Scheidsrechter: Damir Skomina (SLO) |
| 1 juni Vriendschappelijk № 884 «onderlinge duels» 20:30 uur | Thomas Müller 66' André Schürrle 71' |       | 62' Samuel Eto'o 78' Maxim Choupo-Moting | Borussia-Park, Mönchengladbach Toeschouwers: 41.250 Scheidsrechter: Damir Skomina (SLO) |

|                                                             | |       |                               |                                                                               |
| 6 juni Vriendschappelijk № 885 «onderlinge duels» 19:45 uur | Duitsland | 6 – 1 | Armenië                       | Coface Arena, Mainz Toeschouwers: 27.000 Scheidsrechter: Harald Lechner (AUT) |
| 6 juni Vriendschappelijk № 885 «onderlinge duels» 19:45 uur | André Schürrle 52' Lukas Podolski 72' Benedikt Höwedes 73' Miroslav Klose 76' Mario Götze 82' Mario Götze 89' |       | 69' (pen.) Henrich Mchitarjan | Coface Arena, Mainz Toeschouwers: 27.000 Scheidsrechter: Harald Lechner (AUT) |

| WK voetbal 2014 |
| --------------- |

|                                                                         |                                                                                 |       |          |                                                                                     |
| 16 juni WK-eindronde Groep G № 886 «onderlinge duels» 14:00 uur (UTC−3) | Duitsland                                                                       | 4 – 0 | Portugal | Arena Fonte Nova, Salvador Toeschouwers: 51.081 Scheidsrechter: Milorad Mažić (SRB) |
| 16 juni WK-eindronde Groep G № 886 «onderlinge duels» 14:00 uur (UTC−3) | Thomas Müller 12' (pen.) Mats Hummels 32' Thomas Müller 45+1' Thomas Müller 78' |       |          | Arena Fonte Nova, Salvador Toeschouwers: 51.081 Scheidsrechter: Milorad Mažić (SRB) |

|                                                                                   |                                    |       |                                 |                                                                             |
| 21 juni WK-eindronde Groep G № 887 «onderlinge duels» 16:00 (UTC−3) 21:00 (UTC+2) | Duitsland                          | 2 – 2 | Ghana                           | Castelão, Fortaleza Toeschouwers: 60.000 Scheidsrechter: Sandro Ricci (BRA) |
| 21 juni WK-eindronde Groep G № 887 «onderlinge duels» 16:00 (UTC−3) 21:00 (UTC+2) | Mario Götze 51' Miroslav Klose 71' |       | 54' André Ayew 63' Asamoah Gyan | Castelão, Fortaleza Toeschouwers: 60.000 Scheidsrechter: Sandro Ricci (BRA) |

|                                                                                   |                  |                   |           |                                                                                         |
| 26 juni WK-eindronde Groep G № 888 «onderlinge duels» 13:00 (UTC−3) 18:00 (UTC+2) | Verenigde Staten | 0 – 1             | Duitsland | Arena Cidade da Copa, Recife Toeschouwers: 41.876 Scheidsrechter: Ravshan Irmatov (UZB) |
| 26 juni WK-eindronde Groep G № 888 «onderlinge duels» 13:00 (UTC−3) 18:00 (UTC+2) |                  | 55' Thomas Müller |           | Arena Cidade da Copa, Recife Toeschouwers: 41.876 Scheidsrechter: Ravshan Irmatov (UZB) |

|                                                                                          |                                    |       |                            |                                                                                         |
| 30 juni WK-eindronde Achtste finale № 889 «onderlinge duels» 17:00 (UTC−3) 22:00 (UTC+2) | Duitsland                          | 2 – 1 | Algerije                   | Estádio Beira-Rio, Porto Alegre Toeschouwers: 43.063 Scheidsrechter: Sandro Ricci (BRA) |
| 30 juni WK-eindronde Achtste finale № 889 «onderlinge duels» 17:00 (UTC−3) 22:00 (UTC+2) | André Schürrle 92' Mesut Özil 120' |       | 120+1' Abdelmoumene Djabou | Estádio Beira-Rio, Porto Alegre Toeschouwers: 43.063 Scheidsrechter: Sandro Ricci (BRA) |

|                                                                                      |           |                  |           |                                                                                   |
| 4 juli WK-eindronde Kwartfinale № 890 «onderlinge duels» 13:00 (UTC−3) 18:00 (UTC+2) | Frankrijk | 0 – 1            | Duitsland | Maracanã, Rio de Janeiro Toeschouwers: 74.240 Scheidsrechter: Néstor Pitana (ARG) |
| 4 juli WK-eindronde Kwartfinale № 890 «onderlinge duels» 13:00 (UTC−3) 18:00 (UTC+2) |           | 13' Mats Hummels |           | Maracanã, Rio de Janeiro Toeschouwers: 74.240 Scheidsrechter: Néstor Pitana (ARG) |

|                                                                                       |           |       | |                                                                                     |
| 8 juli WK-eindronde Halve finale № 891 «onderlinge duels» 17:00 (UTC−3) 22:00 (UTC+2) | Brazilië  | 1 – 7 | Duitsland | Mineirão, Belo Horizonte Toeschouwers: 58.141 Scheidsrechter: Marco Rodríguez (MEX) |
| 8 juli WK-eindronde Halve finale № 891 «onderlinge duels» 17:00 (UTC−3) 22:00 (UTC+2) | Oscar 90' |       | 11' Thomas Müller 23' Miroslav Klose 24' Toni Kroos 26' Toni Kroos 29' Sami Khedira 69' André Schürrle 79' André Schürrle | Mineirão, Belo Horizonte Toeschouwers: 58.141 Scheidsrechter: Marco Rodríguez (MEX) |

|                                                                                  |                  |       |            |                                                                                    |
| 13 juli WK-eindronde Finale № 892 «onderlinge duels» 16:00 (UTC−3) 21:00 (UTC+2) | Duitsland        | 1 – 0 | Argentinië | Maracanã, Rio de Janeiro Toeschouwers: 74.738 Scheidsrechter: Nicola Rizzoli (ITA) |
| 13 juli WK-eindronde Finale № 892 «onderlinge duels» 16:00 (UTC−3) 21:00 (UTC+2) | Mario Götze 113' |       |            | Maracanã, Rio de Janeiro Toeschouwers: 74.738 Scheidsrechter: Nicola Rizzoli (ITA) |

|  |  |  |  |  |  |  |  |  |

|                                                                  |                                    |       |                                                                          |                                                                                   |
| 3 september Vriendschappelijk № 893 «onderlinge duels» 20:45 uur | Duitsland                          | 2 – 4 | Argentinië                                                               | ESPRIT arena, Düsseldorf Toeschouwers: 51.132 Scheidsrechter: Björn Kuipers (NED) |
| 3 september Vriendschappelijk № 893 «onderlinge duels» 20:45 uur | André Schürrle 52' Mario Götze 78' |       | 21' Kun Agüero 40' Erik Lamela 47' Federico Fernández 50' Ángel Di María | ESPRIT arena, Düsseldorf Toeschouwers: 51.132 Scheidsrechter: Björn Kuipers (NED) |

|                                                                |                                     |       |                 |                                                                                          |
| 7 september EK-kwalificatie № 894 «onderlinge duels» 20:45 uur | Duitsland                           | 2 – 1 | Schotland       | Signal Iduna Park, Dortmund Toeschouwers: 60.209 Scheidsrechter: Svein Oddvar Moen (NOR) |
| 7 september EK-kwalificatie № 894 «onderlinge duels» 20:45 uur | Thomas Müller 18' Thomas Müller 70' |       | 66' Ikechi Anya | Signal Iduna Park, Dortmund Toeschouwers: 60.209 Scheidsrechter: Svein Oddvar Moen (NOR) |

|                                                                       |                                        |       |           |                                                                                     |
| 11 oktober EK-kwalificatie Groep D № 895 «onderlinge duels» 20:45 uur | Polen                                  | 2 – 0 | Duitsland | Stadion Narodowy, Warschau Toeschouwers: 56.934 Scheidsrechter: Pedro Proença (POR) |
| 11 oktober EK-kwalificatie Groep D № 895 «onderlinge duels» 20:45 uur | Arkadiusz Milik 51' Sebastian Mila 88' |       |           | Stadion Narodowy, Warschau Toeschouwers: 56.934 Scheidsrechter: Pedro Proença (POR) |

|                                                                       |                |       |                   |                                                                                       |
| 14 oktober EK-kwalificatie Groep D № 896 «onderlinge duels» 20:45 uur | Duitsland      | 1 – 1 | Ierland           | Veltins Arena, Gelsenkirchen Toeschouwers: 51.204 Scheidsrechter: Damir Skomina (SLO) |
| 14 oktober EK-kwalificatie Groep D № 896 «onderlinge duels» 20:45 uur | Toni Kroos 71' |       | 90+4' John O'Shea | Veltins Arena, Gelsenkirchen Toeschouwers: 51.204 Scheidsrechter: Damir Skomina (SLO) |

|                                                              |                                                                             |       |           |                                                                                        |
| 14 november EK-kwalificatie Groep D № 897 «onderlinge duels» | Duitsland                                                                   | 4 – 0 | Gibraltar | Grundig Stadion, Neurenberg Toeschouwers: 44.308 Scheidsrechter: Alexandru Tudor (ROU) |
| 14 november EK-kwalificatie Groep D № 897 «onderlinge duels» | Thomas Müller 12' Thomas Müller 29' Mario Götze 38' Yogan Santos o.g.' (67) |       |           | Grundig Stadion, Neurenberg Toeschouwers: 44.308 Scheidsrechter: Alexandru Tudor (ROU) |

|                                                        |        |                |           |                                                                                      |
| 18 november Vriendschappelijk № 898 «onderlinge duels» | Spanje | 0 – 1          | Duitsland | Estadio Balaídos, Vigo Toeschouwers: 20.900 Scheidsrechter: Stefan Johannesson (SWE) |
| 18 november Vriendschappelijk № 898 «onderlinge duels» |        | 89' Toni Kroos |           | Estadio Balaídos, Vigo Toeschouwers: 20.900 Scheidsrechter: Stefan Johannesson (SWE) |

### 2015
|                                                               |                                   |       |                                   |                                                                                                |
| 25 maart Vriendschappelijk № 899 «onderlinge duels» 20:30 uur | Duitsland                         | 2 – 2 | Australië                         | Fritz-Walter-Stadion, Kaiserslautern Toeschouwers: 47.106 Scheidsrechter: Michael Oliver (ENG) |
| 25 maart Vriendschappelijk № 899 «onderlinge duels» 20:30 uur | Marco Reus 17' Lukas Podolski 81' |       | 40' James Troisi 50' Mile Jedinak | Fritz-Walter-Stadion, Kaiserslautern Toeschouwers: 47.106 Scheidsrechter: Michael Oliver (ENG) |

|                                                           |         |                                  |           |                                                                                            |
| 29 maart EK-kwalificatie Groep D № 900 «onderlinge duels» | Georgië | 0 – 2                            | Duitsland | Boris Paitsjadzestadion, Tbilisi Toeschouwers: 54.549 Scheidsrechter: Clément Turpin (ROU) |
| 29 maart EK-kwalificatie Groep D № 900 «onderlinge duels» |         | 39' Marco Reus 44' Thomas Müller |           | Boris Paitsjadzestadion, Tbilisi Toeschouwers: 54.549 Scheidsrechter: Clément Turpin (ROU) |

|                                                              |                 |       |                                 |                                                                                       |
| 10 juni Vriendschappelijk № 901 «onderlinge duels» 20:45 uur | Duitsland       | 1 – 2 | Verenigde Staten                | RheinEnergieStadion, Keulen Toeschouwers: 40.438 Scheidsrechter: Danny Makkelie (NED) |
| 10 juni Vriendschappelijk № 901 «onderlinge duels» 20:45 uur | Mario Götze 12' |       | 41' Mix Diskerud 87' Bobby Wood | RheinEnergieStadion, Keulen Toeschouwers: 40.438 Scheidsrechter: Danny Makkelie (NED) |

|                                                                    |           | |           |                                                                                 |
| 13 juni EK-kwalificatie Groep D № 902 «onderlinge duels» 20:45 uur | Gibraltar | 0 – 7 | Duitsland | Estádio Algarve, Loulé Toeschouwers: 6.000 Scheidsrechter: Clayton Pisani (MLT) |
| 13 juni EK-kwalificatie Groep D № 902 «onderlinge duels» 20:45 uur |           | 28' André Schürrle 47' Max Kruse 51' İlkay Gündoğan 57' Karim Bellarabi 65' André Schürrle 71' André Schürrle 81' Max Kruse |           | Estádio Algarve, Loulé Toeschouwers: 6.000 Scheidsrechter: Clayton Pisani (MLT) |

|                                                                        |                                                   |       |                        |                                                                                                |
| 4 september EK-kwalificatie Groep D № 903 «onderlinge duels» 20:45 uur | Duitsland                                         | 3 – 1 | Polen                  | Commerzbank Arena, Frankfurt am Main Toeschouwers: 48.500 Scheidsrechter: Nicola Rizzoli (ITA) |
| 4 september EK-kwalificatie Groep D № 903 «onderlinge duels» 20:45 uur | Thomas Müller 12' Mario Götze 19' Mario Götze 82' |       | 36' Robert Lewandowski | Commerzbank Arena, Frankfurt am Main Toeschouwers: 48.500 Scheidsrechter: Nicola Rizzoli (ITA) |

|                                                                        |                                            |       |                                                        |                                                                                |
| 7 september EK-kwalificatie Groep D № 904 «onderlinge duels» 20:45 uur | Schotland                                  | 2 – 3 | Duitsland                                              | Hampden Park, Glasgow Toeschouwers: 50.753 Scheidsrechter: Björn Kuipers (NED) |
| 7 september EK-kwalificatie Groep D № 904 «onderlinge duels» 20:45 uur | Mats Hummels 28' (e.d.) James McArthur 43' |       | 18' Thomas Müller 34' Thomas Müller 54' İlkay Gündoğan | Hampden Park, Glasgow Toeschouwers: 50.753 Scheidsrechter: Björn Kuipers (NED) |

|                                                                      |                |       |           |                                                                                          |
| 8 oktober EK-kwalificatie Groep D № 905 «onderlinge duels» 20:45 uur | Ierland        | 1 – 0 | Duitsland | Aviva Stadium, Dublin Toeschouwers: 50.604 Scheidsrechter: Carlos Velasco Carballo (ESP) |
| 8 oktober EK-kwalificatie Groep D № 905 «onderlinge duels» 20:45 uur | Shane Long 70' |       |           | Aviva Stadium, Dublin Toeschouwers: 50.604 Scheidsrechter: Carlos Velasco Carballo (ESP) |

|                                                                       |                                        |       |                    |                                                                                   |
| 11 oktober EK-kwalificatie Groep D № 906 «onderlinge duels» 20:45 uur | Duitsland                              | 2 – 1 | Georgië            | Red Bull Arena, Leipzig Toeschouwers: 43.630 Scheidsrechter: Pavel Královec (CZE) |
| 11 oktober EK-kwalificatie Groep D № 906 «onderlinge duels» 20:45 uur | Thomas Müller 50' (pen.) Max Kruse 79' |       | 53' Dzjaba Kankava | Red Bull Arena, Leipzig Toeschouwers: 43.630 Scheidsrechter: Pavel Královec (CZE) |

|                                                                  |                                              |       |           |                                                                                             |
| 13 november Vriendschappelijk № 907 «onderlinge duels» 20:45 uur | Frankrijk                                    | 2 – 0 | Duitsland | Stade de France, Saint-Denis Toeschouwers: 78.000 Scheidsrechter: Antonio Mateu Lahoz (ESP) |
| 13 november Vriendschappelijk № 907 «onderlinge duels» 20:45 uur | Olivier Giroud 45+1' André-Pierre Gignac 86' |       |           | Stade de France, Saint-Denis Toeschouwers: 78.000 Scheidsrechter: Antonio Mateu Lahoz (ESP) |

### 2016
|                                                               |                                |       |                                                |                                                                                    |
| 26 maart Vriendschappelijk № 908 «onderlinge duels» 20:45 uur | Duitsland                      | 2 – 3 | Engeland                                       | Olympiastadion, Berlijn Toeschouwers: 71.413 Scheidsrechter: Gianluca Rocchi (ITA) |
| 26 maart Vriendschappelijk № 908 «onderlinge duels» 20:45 uur | Toni Kroos 43' Mario Gómez 57' |       | 61' Harry Kane 75' Jamie Vardy 90+2' Eric Dier | Olympiastadion, Berlijn Toeschouwers: 71.413 Scheidsrechter: Gianluca Rocchi (ITA) |

|                                                               |                                                                       |       |                         |                                                                                  |
| 29 maart Vriendschappelijk № 909 «onderlinge duels» 20:45 uur | Duitsland                                                             | 4 – 1 | Italië                  | Allianz Arena, München Toeschouwers: 62.600 Scheidsrechter: Oliver Drachta (AUT) |
| 29 maart Vriendschappelijk № 909 «onderlinge duels» 20:45 uur | Toni Kroos 24' Mario Götze 45' Jonas Hector 59' Mesut Özil 75' (pen.) |       | 83' Stephan El Shaarawy | Allianz Arena, München Toeschouwers: 62.600 Scheidsrechter: Oliver Drachta (AUT) |

|                                                             |                 |       |                                                   |                                                                               |
| 29 mei Vriendschappelijk № 910 «onderlinge duels» 17:45 uur | Duitsland       | 1 – 3 | Slowakije                                         | WWK ARENA, Augsburg Toeschouwers: 22.100 Scheidsrechter: Serge Gumienny (BEL) |
| 29 mei Vriendschappelijk № 910 «onderlinge duels» 17:45 uur | Mario Gómez 13' |       | 41' Marek Hamšík 44' Michal Ďuriš 52' Juraj Kucka | WWK ARENA, Augsburg Toeschouwers: 22.100 Scheidsrechter: Serge Gumienny (BEL) |

|                                                   |                                        |       |           |                                                                                              |
| 4 juni Vriendschappelijk № 911 «onderlinge duels» | Duitsland                              | 2 – 0 | Hongarije | Veltins-Arena, Gelsenkirchen Toeschouwers: 52.104 Scheidsrechter: Markus Strömbergsson (SWE) |
| 4 juni Vriendschappelijk № 911 «onderlinge duels» | Ádám Lang 39' (e.d.) Thomas Müller 63' |       |           | Veltins-Arena, Gelsenkirchen Toeschouwers: 52.104 Scheidsrechter: Markus Strömbergsson (SWE) |

| EK 2016 |
| ------- |

|                                                            |                                                   |       |          | |
| 12 juni EK 2016 Groep C № 912 «onderlinge duels» 21:00 uur | Duitsland                                         | 2 – 0 | Oekraïne | Grand Stade Lille Métropole, Villeneuve-d'Ascq Toeschouwers: 50.186 Scheidsrechter: Martin Atkinson (ENG) |
| 12 juni EK 2016 Groep C № 912 «onderlinge duels» 21:00 uur | Shkodran Mustafi 19' Bastian Schweinsteiger 90+2' |       |          | Grand Stade Lille Métropole, Villeneuve-d'Ascq Toeschouwers: 50.186 Scheidsrechter: Martin Atkinson (ENG) |

|                                                            |           |       |       |                                                                                       |
| 16 juni EK 2016 Groep C № 913 «onderlinge duels» 21:00 uur | Duitsland | 0 – 0 | Polen | Stade de France, Saint-Denis Toeschouwers: 73.648 Scheidsrechter: Björn Kuipers (NED) |
| 16 juni EK 2016 Groep C № 913 «onderlinge duels» 21:00 uur |           |       |       | Stade de France, Saint-Denis Toeschouwers: 73.648 Scheidsrechter: Björn Kuipers (NED) |

|                                                            |               |                 |           |                                                                                    |
| 21 juni EK 2016 Groep C № 914 «onderlinge duels» 18:00 uur | Noord-Ierland | 0 – 1           | Duitsland | Parc des Princes, Parijs Toeschouwers: 44.125 Scheidsrechter: Clément Turpin (FRA) |
| 21 juni EK 2016 Groep C № 914 «onderlinge duels» 18:00 uur |               | 30' Mario Gómez |           | Parc des Princes, Parijs Toeschouwers: 44.125 Scheidsrechter: Clément Turpin (FRA) |

|                                                                   |                                                      |       |           | |
| 26 juni EK 2016 Achtste finale № 915 «onderlinge duels» 18:00 uur | Duitsland                                            | 3 – 0 | Slowakije | Grand Stade Lille Métropole, Villeneuve-d'Ascq Toeschouwers: 44.312 Scheidsrechter: Szymon Marciniak (POL) |
| 26 juni EK 2016 Achtste finale № 915 «onderlinge duels» 18:00 uur | Jérôme Boateng 8' Mario Gómez 43' Julian Draxler 63' |       |           | Grand Stade Lille Métropole, Villeneuve-d'Ascq Toeschouwers: 44.312 Scheidsrechter: Szymon Marciniak (POL) |

|                                                               | |       | |                                                                                           |
| 2 juli EK 2016 Kwartfinale № 916 «onderlinge duels» 21:00 uur | Duitsland | 1 – 1 | Italië | Nouveau Stade Bordeaux, Bordeaux Toeschouwers: 38.764 Scheidsrechter: Viktor Kassai (HUN) |
| 2 juli EK 2016 Kwartfinale № 916 «onderlinge duels» 21:00 uur | Mesut Özil 65' |       | 78' (pen.) Leonardo Bonucci | Nouveau Stade Bordeaux, Bordeaux Toeschouwers: 38.764 Scheidsrechter: Viktor Kassai (HUN) |
| 2 juli EK 2016 Kwartfinale № 916 «onderlinge duels» 21:00 uur | Strafschoppen |       | | Nouveau Stade Bordeaux, Bordeaux Toeschouwers: 38.764 Scheidsrechter: Viktor Kassai (HUN) |
| 2 juli EK 2016 Kwartfinale № 916 «onderlinge duels» 21:00 uur | Toni Kroos Thomas Müller Mesut Özil Julian Draxler Bastian Schweinsteiger Mats Hummels Joshua Kimmich Jérôme Boateng Jonas Hector | 6 – 5 | Lorenzo Insigne Simone Zaza Andrea Barzagli Graziano Pellè Leonardo Bonucci Emanuele Giaccherini Marco Parolo Mattia De Sciglio Matteo Darmian | Nouveau Stade Bordeaux, Bordeaux Toeschouwers: 38.764 Scheidsrechter: Viktor Kassai (HUN) |

|                                                                |           |                                                      |           |                                                                                      |
| 7 juli EK 2016 Halve finale № 917 «onderlinge duels» 21:00 uur | Duitsland | 0 – 2                                                | Frankrijk | Stade Vélodrome, Marseille Toeschouwers: 64.078 Scheidsrechter: Nicola Rizzoli (ITA) |
| 7 juli EK 2016 Halve finale № 917 «onderlinge duels» 21:00 uur |           | 45+2' (pen.) Antoine Griezmann 72' Antoine Griezmann |           | Stade Vélodrome, Marseille Toeschouwers: 64.078 Scheidsrechter: Nicola Rizzoli (ITA) |

|  |  |  |  |  |  |  |  |  |

|                                                                  |                                          |       |         |                                                                                             |
| 31 augustus Vriendschappelijk № 918 «onderlinge duels» 20:45 uur | Duitsland                                | 2 – 0 | Finland | Borussia-Park, Mönchengladbach Toeschouwers: 30.121 Scheidsrechter: Aleksej Koelbakov (BLR) |
| 31 augustus Vriendschappelijk № 918 «onderlinge duels» 20:45 uur | Max Meyer 55' Paulus Arajuuri 77' (e.d.) |       |         | Borussia-Park, Mönchengladbach Toeschouwers: 30.121 Scheidsrechter: Aleksej Koelbakov (BLR) |

|                                                                             |           |                                                        |           |                                                                                 |
| 4 september Kwalificatie WK 2018 Groep C № 919 «onderlinge duels» 20:45 uur | Noorwegen | 0 – 3                                                  | Duitsland | Ullevaalstadion, Oslo Toeschouwers: 26.793 Scheidsrechter: William Collum (SCO) |
| 4 september Kwalificatie WK 2018 Groep C № 919 «onderlinge duels» 20:45 uur |           | 15' Thomas Müller 45' Joshua Kimmich 60' Thomas Müller |           | Ullevaalstadion, Oslo Toeschouwers: 26.793 Scheidsrechter: William Collum (SCO) |

|                                                                           |                                                    |       |          |                                                                                     |
| 8 oktober Kwalificatie WK 2018 Groep C № 920 «onderlinge duels» 20:45 uur | Duitsland                                          | 3 – 0 | Tsjechië | Volksparkstadion, Hamburg Toeschouwers: 51.299 Scheidsrechter: Ovidiu Haţegan (ROM) |
| 8 oktober Kwalificatie WK 2018 Groep C № 920 «onderlinge duels» 20:45 uur | Thomas Müller 13' Toni Kroos 49' Thomas Müller 65' |       |          | Volksparkstadion, Hamburg Toeschouwers: 51.299 Scheidsrechter: Ovidiu Haţegan (ROM) |

|                                                                            |                                     |       |               |                                                                                  |
| 11 oktober Kwalificatie WK 2018 Groep C № 921 «onderlinge duels» 20:45 uur | Duitsland                           | 2 – 0 | Noord-Ierland | HDI-Arena, Hannover Toeschouwers: 42.135 Scheidsrechter: Paolo Tagliavento (ITA) |
| 11 oktober Kwalificatie WK 2018 Groep C № 921 «onderlinge duels» 20:45 uur | Julian Draxler 13' Sami Khedira 17' |       |               | HDI-Arena, Hannover Toeschouwers: 42.135 Scheidsrechter: Paolo Tagliavento (ITA) |

|                                                                             |            | |           |                                                                                     |
| 11 november Kwalificatie WK 2018 Groep C № 922 «onderlinge duels» 20:45 uur | San Marino | 0 – 8 | Duitsland | Stadio Olimpico, Serravalle Toeschouwers: 3.851 Scheidsrechter: Artyom Kuchin (KAZ) |
| 11 november Kwalificatie WK 2018 Groep C № 922 «onderlinge duels» 20:45 uur |            | 7' Sami Khedira 9' Serge Gnabry 32' Jonas Hector 58' Serge Gnabry 65' Jonas Hector 76' Serge Gnabry 82' (e.d.) Mattia Stefanelli 85' Kevin Volland |           | Stadio Olimpico, Serravalle Toeschouwers: 3.851 Scheidsrechter: Artyom Kuchin (KAZ) |

|                                                                  |        |       |           |                                                                                             |
| 15 november Vriendschappelijk № 923 «onderlinge duels» 20:45 uur | Italië | 0 – 0 | Duitsland | Stadio Giuseppe Meazza, Milaan Toeschouwers: 48.600 Scheidsrechter: Artur Soares Dias (POR) |
| 15 november Vriendschappelijk № 923 «onderlinge duels» 20:45 uur |        |       |           | Stadio Giuseppe Meazza, Milaan Toeschouwers: 48.600 Scheidsrechter: Artur Soares Dias (POR) |

### 2017
|                                                               |                    |       |          |                                                                                      |
| 22 maart Vriendschappelijk № 924 «onderlinge duels» 20:45 uur | Duitsland          | 1 – 0 | Engeland | Signal Iduna Park, Dortmund Toeschouwers: 59.700 Scheidsrechter: Damir Skomina (SLO) |
| 22 maart Vriendschappelijk № 924 «onderlinge duels» 20:45 uur | Lukas Podolski 69' |       |          | Signal Iduna Park, Dortmund Toeschouwers: 59.700 Scheidsrechter: Damir Skomina (SLO) |

|                                                                          |                  |       |                                                                         |                                                                                          |
| 26 maart Kwalificatie WK 2018 Groep C № 925 «onderlinge duels» 20:45 uur | Azerbeidzjan     | 1 – 4 | Duitsland                                                               | Tofikh Bakhramovstadion, Bakoe Toeschouwers: 31.000 Scheidsrechter: Daniele Orsato (ITA) |
| 26 maart Kwalificatie WK 2018 Groep C № 925 «onderlinge duels» 20:45 uur | Dima Nazarov 31' |       | 19' André Schürrle 36' Thomas Müller 45' Mario Gómez 81' André Schürrle | Tofikh Bakhramovstadion, Bakoe Toeschouwers: 31.000 Scheidsrechter: Daniele Orsato (ITA) |

|                                                             |                       |       |                    |                                                                                       |
| 6 juni Vriendschappelijk № 926 «onderlinge duels» 20:45 uur | Denemarken            | 1 – 1 | Duitsland          | Vilfort Park, Brøndbyvester Toeschouwers: 15.488 Scheidsrechter: Michael Oliver (ENG) |
| 6 juni Vriendschappelijk № 926 «onderlinge duels» 20:45 uur | Christian Eriksen 18' |       | 88' Joshua Kimmich | Vilfort Park, Brøndbyvester Toeschouwers: 15.488 Scheidsrechter: Michael Oliver (ENG) |

|                                                                         | |       |            |                                                                                      |
| 10 juni Kwalificatie WK 2018 Groep C № 927 «onderlinge duels» 20:45 uur | Duitsland | 7 – 0 | San Marino | Grundig Stadion, Neurenberg Toeschouwers: 32.467 Scheidsrechter: Radu Petrescu (ROM) |
| 10 juni Kwalificatie WK 2018 Groep C № 927 «onderlinge duels» 20:45 uur | Julian Draxler 11' Sandro Wagner 16' Sandro Wagner 29' Amin Younes 38' Shkodran Mustafi 47' Julian Brandt 72' Sandro Wagner 85' |       |            | Grundig Stadion, Neurenberg Toeschouwers: 32.467 Scheidsrechter: Radu Petrescu (ROM) |

| FIFA Confederations Cup 2017 |
| ---------------------------- |

|                                                                            |                              |       |                                                            |                                                                                  |
| 19 juni FIFA Confederations Cup Groep B № 928 «onderlinge duels» 18:00 uur | Australië                    | 2 – 3 | Duitsland                                                  | Olympisch stadion, Sotsji Toeschouwers: 28.605 Scheidsrechter: Mark Geiger (USA) |
| 19 juni FIFA Confederations Cup Groep B № 928 «onderlinge duels» 18:00 uur | Tom Rogić 41' Tomi Jurić 56' |       | 5' Lars Stindl 44' (pen.) Julian Draxler 48' Leon Goretzka | Olympisch stadion, Sotsji Toeschouwers: 28.605 Scheidsrechter: Mark Geiger (USA) |

|                                                                            |                 |       |                   |                                                                               |
| 22 juni FIFA Confederations Cup Groep B № 929 «onderlinge duels» 21:00 uur | Duitsland       | 1 – 1 | Chili             | Kazan Arena, Kazan Toeschouwers: 38.222 Scheidsrechter: Alireza Faghani (IRN) |
| 22 juni FIFA Confederations Cup Groep B № 929 «onderlinge duels» 21:00 uur | Lars Stindl 41' |       | 6' Alexis Sánchez | Kazan Arena, Kazan Toeschouwers: 38.222 Scheidsrechter: Alireza Faghani (IRN) |

|                                                                            |                                                    |       |                       |                                                                                          |
| 25 juni FIFA Confederations Cup Groep B № 930 «onderlinge duels» 18:00 uur | Duitsland                                          | 3 – 1 | Kameroen              | Olympisch Stadion Fisjt, Sotsji Toeschouwers: 30.230 Scheidsrechter: Wilmar Roldán (COL) |
| 25 juni FIFA Confederations Cup Groep B № 930 «onderlinge duels» 18:00 uur | Kerem Demirbay 48' Timo Werner 66' Timo Werner 81' |       | 78' Vincent Aboubakar | Olympisch Stadion Fisjt, Sotsji Toeschouwers: 30.230 Scheidsrechter: Wilmar Roldán (COL) |

|                                                                                 |                                                                     |       |                  |                                                                                          |
| 29 juni FIFA Confederations Cup Halve finale № 931 «onderlinge duels» 21:00 uur | Duitsland                                                           | 4 – 1 | Mexico           | Olympisch Stadion Fisjt, Sotsji Toeschouwers: 37.923 Scheidsrechter: Néstor Pitana (ARG) |
| 29 juni FIFA Confederations Cup Halve finale № 931 «onderlinge duels» 21:00 uur | Leon Goretzka 6' Leon Goretzka 8' Timo Werner 81' Amin Younes 90+1' |       | 89' Marco Fabián | Olympisch Stadion Fisjt, Sotsji Toeschouwers: 37.923 Scheidsrechter: Néstor Pitana (ARG) |

|                                                                          |       |                 |           |                                                                                               |
| 2 juli FIFA Confederations Cup Finale № 932 «onderlinge duels» 21:00 uur | Chili | 0 – 1           | Duitsland | Nieuwe Zenitstadion, Sint-Petersburg Toeschouwers: 57.268 Scheidsrechter: Milorad Mažić (SRB) |
| 2 juli FIFA Confederations Cup Finale № 932 «onderlinge duels» 21:00 uur |       | 20' Lars Stindl |           | Nieuwe Zenitstadion, Sint-Petersburg Toeschouwers: 57.268 Scheidsrechter: Milorad Mažić (SRB) |

|  |  |  |  |  |  |  |  |  |

|                                                                             |                     |       |                                 |                                                                              |
| 1 september Kwalificatie WK 2018 Groep C № 933 «onderlinge duels» 20:45 uur | Tsjechië            | 1 – 2 | Duitsland                       | Eden Aréna, Praag Toeschouwers: 18.093 Scheidsrechter: Sergej Karasjov (RUS) |
| 1 september Kwalificatie WK 2018 Groep C № 933 «onderlinge duels» 20:45 uur | Vladimír Darida 78' |       | 4' Timo Werner 88' Mats Hummels | Eden Aréna, Praag Toeschouwers: 18.093 Scheidsrechter: Sergej Karasjov (RUS) |

|                                                                             | |       |           |                                                                                             |
| 4 september Kwalificatie WK 2018 Groep C № 934 «onderlinge duels» 20:45 uur | Duitsland                                                                                           | 6 – 0 | Noorwegen | Mercedes-Benz Arena, Stuttgart Toeschouwers: 53.814 Scheidsrechter: Gediminas Mažeika (LTU) |
| 4 september Kwalificatie WK 2018 Groep C № 934 «onderlinge duels» 20:45 uur | Mesut Özil 10' Julian Draxler 17' Timo Werner 21' Timo Werner 40' Leon Goretzka 50' Mario Gómez 79' |       |           | Mercedes-Benz Arena, Stuttgart Toeschouwers: 53.814 Scheidsrechter: Gediminas Mažeika (LTU) |

|                                                                           |                     |       |                                                        |                                                                                 |
| 5 oktober Kwalificatie WK 2018 Groep C № 935 «onderlinge duels» 20:45 uur | Noord-Ierland       | 1 – 3 | Duitsland                                              | Windsor Park, Belfast Toeschouwers: 18.104 Scheidsrechter: Danny Makkelie (NED) |
| 5 oktober Kwalificatie WK 2018 Groep C № 935 «onderlinge duels» 20:45 uur | Josh Magennis 90+3' |       | 2' Sebastian Rudy 21' Sandro Wagner 86' Joshua Kimmich | Windsor Park, Belfast Toeschouwers: 18.104 Scheidsrechter: Danny Makkelie (NED) |

|                                                                           |                                                                                              |       |                    |                                                                                                  |
| 8 oktober Kwalificatie WK 2018 Groep C № 936 «onderlinge duels» 20:45 uur | Duitsland                                                                                    | 5 – 1 | Azerbeidzjan       | Fritz-Walter-Stadion, Kaiserslautern Toeschouwers: 37.613 Scheidsrechter: Andris Treimanis (LAT) |
| 8 oktober Kwalificatie WK 2018 Groep C № 936 «onderlinge duels» 20:45 uur | Leon Goretzka 8' Sandro Wagner 54' Badavi Hüseynov 64' (e.d.) Leon Goretzka 66' Emre Can 81' |       | 34' Ramil Şeydayev | Fritz-Walter-Stadion, Kaiserslautern Toeschouwers: 37.613 Scheidsrechter: Andris Treimanis (LAT) |

|                                                                  |          |       |           |                                                                                     |
| 10 november Vriendschappelijk № 937 «onderlinge duels» 20:00 uur | Engeland | 0 – 0 | Duitsland | Wembley Stadium, Londen Toeschouwers: 81.382 Scheidsrechter: Paweł Raczkowski (POL) |
| 10 november Vriendschappelijk № 937 «onderlinge duels» 20:00 uur |          |       |           | Wembley Stadium, Londen Toeschouwers: 81.382 Scheidsrechter: Paweł Raczkowski (POL) |

|                                                                  |                                   |       |                                                 |                                                                                     |
| 14 november Vriendschappelijk № 938 «onderlinge duels» 20:45 uur | Duitsland                         | 2 – 2 | Frankrijk                                       | RheinEnergieStadion, Keulen Toeschouwers: 36.948 Scheidsrechter: Cüneyt Çakır (TUR) |
| 14 november Vriendschappelijk № 938 «onderlinge duels» 20:45 uur | Timo Werner 56' Lars Stindl 90+3' |       | 33' Alexandre Lacazette 71' Alexandre Lacazette | RheinEnergieStadion, Keulen Toeschouwers: 36.948 Scheidsrechter: Cüneyt Çakır (TUR) |

### 2018
|                                                               |                   |       |                   |                                                                                    |
| 23 maart Vriendschappelijk № 939 «onderlinge duels» 20:45 uur | Duitsland         | 1 – 1 | Spanje            | ESPRIT arena, Düsseldorf Toeschouwers: 50.653 Scheidsrechter: William Collum (SCO) |
| 23 maart Vriendschappelijk № 939 «onderlinge duels» 20:45 uur | Thomas Müller 35' |       | 6' Rodrigo Moreno | ESPRIT arena, Düsseldorf Toeschouwers: 50.653 Scheidsrechter: William Collum (SCO) |

|                                                               |           |                   |          |                                                                                   |
| 27 maart Vriendschappelijk № 940 «onderlinge duels» 20:45 uur | Duitsland | 0 – 1             | Brazilië | Olympiastadion, Berlijn Toeschouwers: 72.717 Scheidsrechter: Jonas Eriksson (SWE) |
| 27 maart Vriendschappelijk № 940 «onderlinge duels» 20:45 uur |           | 37' Gabriel Jesus |          | Olympiastadion, Berlijn Toeschouwers: 72.717 Scheidsrechter: Jonas Eriksson (SWE) |

|                                                             |                                              |       |                |                                                                                  |
| 2 juni Vriendschappelijk № 941 «onderlinge duels» 19:40 uur | Oostenrijk                                   | 2 – 1 | Duitsland      | Hypo-Arena, Klagenfurt Toeschouwers: 29.200 Scheidsrechter: Pavel Královec (CZE) |
| 2 juni Vriendschappelijk № 941 «onderlinge duels» 19:40 uur | Martin Hinteregger 53' Alessandro Schöpf 69' |       | 11' Mesut Özil | Hypo-Arena, Klagenfurt Toeschouwers: 29.200 Scheidsrechter: Pavel Královec (CZE) |

|                                                             |                                        |       |                      |                                                                               |
| 8 juni Vriendschappelijk № 942 «onderlinge duels» 19:30 uur | Duitsland                              | 2 – 1 | Saoedi-Arabië        | BayArena, Leverkusen Toeschouwers: 30.210 Scheidsrechter: Slavko Vinčić (SLO) |
| 8 juni Vriendschappelijk № 942 «onderlinge duels» 19:30 uur | Timo Werner 8' Omar Hawsawi 43' (e.d.) |       | 84' Taisir Al-Jassim | BayArena, Leverkusen Toeschouwers: 30.210 Scheidsrechter: Slavko Vinčić (SLO) |

| WK 2018 |
| ------- |

|                                                            |           |                    |        |                                                                                                |
| 17 juni WK 2018 Groep F № 943 «onderlinge duels» 17:00 uur | Duitsland | 0 – 1              | Mexico | Olympisch Stadion Loezjniki, Moskou Toeschouwers: 78.011 Scheidsrechter: Alireza Faghani (IRI) |
| 17 juni WK 2018 Groep F № 943 «onderlinge duels» 17:00 uur |           | 35' Hirving Lozano |        | Olympisch Stadion Loezjniki, Moskou Toeschouwers: 78.011 Scheidsrechter: Alireza Faghani (IRI) |

|                                                            |                                 |       |                  |                                                                                             |
| 23 juni WK 2018 Groep F № 944 «onderlinge duels» 20:00 uur | Duitsland                       | 2 – 1 | Zweden           | Olympisch Stadion Fisjt, Sotsji Toeschouwers: 44.287 Scheidsrechter: Szymon Marciniak (POL) |
| 23 juni WK 2018 Groep F № 944 «onderlinge duels» 20:00 uur | Marco Reus 48' Toni Kroos 90+5' |       | 32' Ola Toivonen | Olympisch Stadion Fisjt, Sotsji Toeschouwers: 44.287 Scheidsrechter: Szymon Marciniak (POL) |

|                                                            |                                          |       |           |                                                                           |
| 27 juni WK 2018 Groep F № 945 «onderlinge duels» 16:00 uur | Zuid-Korea                               | 2 – 0 | Duitsland | Kazan Arena, Kazan Toeschouwers: 41.835 Scheidsrechter: Mark Geiger (USA) |
| 27 juni WK 2018 Groep F № 945 «onderlinge duels» 16:00 uur | Kim Young-gwon 90+2' Son Heung-min 90+6' |       |           | Kazan Arena, Kazan Toeschouwers: 41.835 Scheidsrechter: Mark Geiger (USA) |

|  |  |  |  |  |  |  |  |  |

|                                                                      |           |       |           |                                                                                  |
| 6 september UEFA Nations League A № 946 «onderlinge duels» 20:45 uur | Duitsland | 0 – 0 | Frankrijk | Allianz Arena, München Toeschouwers: 67.485 Scheidsrechter: Daniele Orsato (ITA) |
| 6 september UEFA Nations League A № 946 «onderlinge duels» 20:45 uur |           |       |           | Allianz Arena, München Toeschouwers: 67.485 Scheidsrechter: Daniele Orsato (ITA) |

|                                                                  |                                   |       |                    |                                                                                              |
| 9 september Vriendschappelijk № 947 «onderlinge duels» 20:45 uur | Duitsland                         | 2 – 1 | Peru               | Rhein-Neckar-Arena, Sinsheim Toeschouwers: 25.494 Scheidsrechter: Robert Schörgenhofer (AUT) |
| 9 september Vriendschappelijk № 947 «onderlinge duels» 20:45 uur | Julian Brandt 25' Nico Schulz 85' |       | 22' Luis Advíncula | Rhein-Neckar-Arena, Sinsheim Toeschouwers: 25.494 Scheidsrechter: Robert Schörgenhofer (AUT) |

|                                                                     |                                                               |       |           |                                                                                        |
| 13 oktober UEFA Nations League A № 948 «onderlinge duels» 20:45 uur | Nederland                                                     | 3 – 0 | Duitsland | Johan Cruijff ArenA, Amsterdam Toeschouwers: 52.536 Scheidsrechter: Cüneyt Çakir (TUR) |
| 13 oktober UEFA Nations League A № 948 «onderlinge duels» 20:45 uur | Virgil van Dijk 30' Memphis Depay 87' Georginio Wijnaldum 90' |       |           | Johan Cruijff ArenA, Amsterdam Toeschouwers: 52.536 Scheidsrechter: Cüneyt Çakir (TUR) |

|                                                                     |                                   |       |                      |                                                                                  |
| 16 oktober UEFA Nations League A № 949 «onderlinge duels» 20:45 uur | Frankrijk                         | 2 – 1 | Duitsland            | Stade de France, Parijs Toeschouwers: 75.000 Scheidsrechter: Milorad Mažić (SRB) |
| 16 oktober UEFA Nations League A № 949 «onderlinge duels» 20:45 uur | Antoine Griezmann 62', 80' (pen.) |       | 14' (pen) Toni Kroos | Stade de France, Parijs Toeschouwers: 75.000 Scheidsrechter: Milorad Mažić (SRB) |

|                                                                  |                                                |       |         |                                                                                   |
| 15 november Vriendschappelijk № 950 «onderlinge duels» 20:45 uur | Duitsland                                      | 3 – 0 | Rusland | Red Bull Arena, Leipzig Toeschouwers: 35.288 Scheidsrechter: Sandro Schärer (CHE) |
| 15 november Vriendschappelijk № 950 «onderlinge duels» 20:45 uur | Leroy Sané 8' Niklas Süle 25' Serge Gnabry 40' |       |         | Red Bull Arena, Leipzig Toeschouwers: 35.288 Scheidsrechter: Sandro Schärer (CHE) |

|                                                                      |                               |       |                                       |                                                                                        |
| 19 november UEFA Nations League A № 951 «onderlinge duels» 20:45 uur | Duitsland                     | 2 – 2 | Nederland                             | Veltins-Arena, Gelsenkirchen Toeschouwers: 42.186 Scheidsrechter: Ovidiu Haţegan (ROU) |
| 19 november UEFA Nations League A № 951 «onderlinge duels» 20:45 uur | Timo Werner 9' Leroy Sané 20' |       | 85' Quincy Promes 90' Virgil van Dijk | Veltins-Arena, Gelsenkirchen Toeschouwers: 42.186 Scheidsrechter: Ovidiu Haţegan (ROU) |

### 2019
|                                                               |              |       |           |                                                                                     |
| 20 maart Vriendschappelijk № 952 «onderlinge duels» 20:45 uur | Duitsland    | 1 – 1 | Servië    | Volkswagen-Arena, Wolfsburg Toeschouwers: 26.101 Scheidsrechter: Bobby Madden (SCO) |
| 20 maart Vriendschappelijk № 952 «onderlinge duels» 20:45 uur | Goretzka 69' |       | 12' Jović | Volkswagen-Arena, Wolfsburg Toeschouwers: 26.101 Scheidsrechter: Bobby Madden (SCO) |

|                                                                     |                       |       |                                |                                                                                             |
| 24 maart EK-kwalificatie Groep C № 953 «onderlinge duels» 20:45 uur | Nederland             | 2 – 3 | Duitsland                      | Johan Cruijff ArenA, Amsterdam Toeschouwers: 51.694 Scheidsrechter: Jesús Gil Manzano (ESP) |
| 24 maart EK-kwalificatie Groep C № 953 «onderlinge duels» 20:45 uur | De Ligt 48' Depay 63' |       | 15' Sané 34' Gnabry 90' Schulz | Johan Cruijff ArenA, Amsterdam Toeschouwers: 51.694 Scheidsrechter: Jesús Gil Manzano (ESP) |

|                                                                   |             |                   |           |                                                                                   |
| 8 juni EK-kwalificatie Groep C № 954 «onderlinge duels» 20:45 uur | Wit-Rusland | 0 – 2             | Duitsland | Borisov Arena, Borisov Toeschouwers: 12.510 Scheidsrechter: Srđan Jovanović (SRB) |
| 8 juni EK-kwalificatie Groep C № 954 «onderlinge duels» 20:45 uur |             | 13' Sané 62' Reus |           | Borisov Arena, Borisov Toeschouwers: 12.510 Scheidsrechter: Srđan Jovanović (SRB) |

|                                                                    |                                                                                    |       |         |                                                                            |
| 11 juni EK-kwalificatie Groep C № 955 «onderlinge duels» 20:45 uur | Duitsland                                                                          | 8 – 0 | Estland | Opel Arena, Mainz Toeschouwers: 26.000 Scheidsrechter: Ali Palabıyık (TUR) |
| 11 juni EK-kwalificatie Groep C № 955 «onderlinge duels» 20:45 uur | Reus 10', 37' Gnabry 17', 62' Goretzka 20' Gündoğan 26' (pen.) Werner 79' Sané 88' |       |         | Opel Arena, Mainz Toeschouwers: 26.000 Scheidsrechter: Ali Palabıyık (TUR) |

|                                                                        |                     |       |                                                         |                                                                                        |
| 6 september EK-kwalificatie Groep C № 956 «onderlinge duels» 20:45 uur | Duitsland           | 2 – 4 | Nederland                                               | Volksparkstadion, Hamburg Toeschouwers: 51.299 Scheidsrechter: Artur Soares Dias (POR) |
| 6 september EK-kwalificatie Groep C № 956 «onderlinge duels» 20:45 uur | Gnabry 9' Kroos 73' |       | 59' F. de Jong 66' (e.d.) Tah 79' Malen 90+1' Wijnaldum | Volksparkstadion, Hamburg Toeschouwers: 51.299 Scheidsrechter: Artur Soares Dias (POR) |

|                                                                        |               |                              |           |                                                                                 |
| 9 september EK-kwalificatie Groep C № 957 «onderlinge duels» 20:45 uur | Noord-Ierland | 0 – 2                        | Duitsland | Windsor Park, Belfast Toeschouwers: 18.236 Scheidsrechter: Daniele Orsato (ITA) |
| 9 september EK-kwalificatie Groep C № 957 «onderlinge duels» 20:45 uur |               | 48' Halstenberg 90+3' Gnabry |           | Windsor Park, Belfast Toeschouwers: 18.236 Scheidsrechter: Daniele Orsato (ITA) |

|                                                                |                        |       |                        |                                                                                       |
| 9 oktober Vriendschappelijk № 958 «onderlinge duels» 20:45 uur | Duitsland              | 2 – 2 | Argentinië             | Signal Iduna Park, Dortmund Toeschouwers: 45.197 Scheidsrechter: Clément Turpin (FRA) |
| 9 oktober Vriendschappelijk № 958 «onderlinge duels» 20:45 uur | Gnabry 15' Havertz 22' |       | 66' Alario 85' Ocampos | Signal Iduna Park, Dortmund Toeschouwers: 45.197 Scheidsrechter: Clément Turpin (FRA) |

|                                                                       |         |                              |           |                                                                                    |
| 13 oktober EK-kwalificatie Groep C № 959 «onderlinge duels» 20:45 uur | Estland | 0 – 3                        | Duitsland | A. Le Coq Arena, Tallinn Toeschouwers: 12.062 Scheidsrechter: Georgi Kabakov (BUL) |
| 13 oktober EK-kwalificatie Groep C № 959 «onderlinge duels» 20:45 uur |         | 51', 57' Gündogan 71' Werner |           | A. Le Coq Arena, Tallinn Toeschouwers: 12.062 Scheidsrechter: Georgi Kabakov (BUL) |

|                                                                        |                                                           |       |             |                                                                                         |
| 16 november EK-kwalificatie Groep C № 960 «onderlinge duels» 20:45 uur | Duitsland                                                 | 4 – 0 | Wit-Rusland | Borussia-Park, Mönchengladbach Toeschouwers: 33.164 Scheidsrechter: Orel Grinfeld (ISR) |
| 16 november EK-kwalificatie Groep C № 960 «onderlinge duels» 20:45 uur | Matthias Ginter 41' Leon Goretzka 49' Toni Kroos 55', 83' |       |             | Borussia-Park, Mönchengladbach Toeschouwers: 33.164 Scheidsrechter: Orel Grinfeld (ISR) |

|                                                                        |                                                                     |       |                  | |
| 19 november EK-kwalificatie Groep C № 961 «onderlinge duels» 20:45 uur | Duitsland                                                           | 6 – 1 | Noord-Ierland    | Commerzbank-Arena, Frankfurt am Main Toeschouwers: 42.885 Scheidsrechter: Carlos del Cerro Grande (ESP) |
| 19 november EK-kwalificatie Groep C № 961 «onderlinge duels» 20:45 uur | Serge Gnabry 19', 47', 60' Leon Goretzka 43', 73' Julian Brandt 90' |       | 7' Michael Smith | Commerzbank-Arena, Frankfurt am Main Toeschouwers: 42.885 Scheidsrechter: Carlos del Cerro Grande (ESP) |

DFB · A-internationals · Bondscoaches · Duits vrouwenelftal · Olympisch elftal · Duitsland U21 · Duitsland U20 · Duitsland U19 · Duitsland U18 · Duitsland U17 · Duitsland U16 · Vrouwen U17
1905 – 1919 · 
1920 – 1929 · 
1930 – 1939 · 
1940 – 1949 · 
1950 – 1959 · 
1960 – 1969 · 
1970 – 1979 · 
1980 – 1989 · 
1990 – 1999 · 
2000 – 2009 · 
2010 – 2019 · 
2020 – 2029
EK's: 1972 · 
1976 · 
1980 · 
1984 · 
1988 · 
1992 · 
1996 · 
2000 · 
2004 · 
2008 · 
2012 · 
2016 · 
2020 · 
2024
CC: 1999 · 
2005 · 
2017
WK's: 1934 ·
1938 · 
1954 · 
1958 · 
1962 · 
1966 · 
1970 · 
1974 · 
1978 · 
1982 · 
1986 · 
1990 · 
1994 · 
1998 · 
2002 · 
2006 · 
2010 · 
2014 · 
2018 · 
2022
OS: 1912 ·
1928 ·
1936 ·
2016 ·
2020
Albanië ·
Algerije ·
Argentinië ·
Armenië ·
Australië ·
Azerbeidzjan ·
België ·
Bohemen en Moravië ·
Bolivia ·
Bosnië en Herzegovina ·
Brazilië ·
Bulgarije ·
Canada ·
Chili ·
China ·
Colombia ·
Costa Rica ·
Cyprus ·
DDR ·
Denemarken ·
Ecuador ·
Egypte ·
Engeland ·
Estland ·
Faeröer ·
Finland ·
Frankrijk ·
Georgië ·
Ghana ·
Gibraltar ·
GOS ·
Griekenland ·
Hongarije ·
Ierland ·
IJsland ·
Iran ·
Israël ·
Italië ·
Ivoorkust ·
Japan ·
Joegoslavië ·
Kameroen ·
Kazachstan ·
Koeweit ·
Kroatië ·
Letland ·
Liechtenstein ·
Litouwen ·
Luxemburg ·
Malta ·
Marokko ·
Mexico ·
Moldavië ·
Nederland ·
Nieuw-Zeeland ·
Nigeria ·
Noord-Ierland ·
Noord-Macedonië ·
Noorwegen ·
Oekraïne ·
Oman ·
Oostenrijk ·
Paraguay ·
Peru ·
Polen ·
Portugal ·
Roemenië ·
Rusland ·
Saarland ·
San Marino ·
Saoedi-Arabië ·
Schotland ·
Servië ·
Servië en Montenegro · 
Slovenië ·
Slowakije ·
Sovjet-Unie ·
Spanje ·
Thailand ·
Tsjechië ·
Tsjecho-Slowakije ·
Tunesië ·
Turkije ·
Uruguay ·
Verenigde Arabische Emiraten ·
Verenigde Staten ·
Wales ·
Wit-Rusland ·
Zuid-Afrika ·
Zuid-Korea ·
Zweden ·
Zwitserland
Algerije (1982) · 
Algerije (2014) · 
Argentinië (1986) ·
Argentinië (1990) ·
Argentinië (2006) ·
Argentinië (2014) · 
Australië (2010) ·
België (1980) · 
Brazilië (2002) ·
Brazilië (2014) · 
Chili (1982) ·
Costa Rica (2006) ·
Denemarken (1992) ·
Denemarken (2012) · 
Ecuador (2006) ·
Engeland (1966) ·
Engeland (1982) ·
Engeland (2010) ·
Engeland (2021) ·
Frankrijk (2014) · 
Frankrijk (2021) · 
Ghana (2014) ·
Griekenland (2012) · 
Hongarije (1954, 2) ·
Hongarije (2021) ·
Italië (1982) ·
Italië (2006) ·
Italië (2012) · 
Japan (2022) · 
Kroatië (2008) ·
Mexico (2018) ·
Nederland (1974) ·
Nederland (2012) ·
Oekraïne (2016) ·
Oostenrijk (1982) ·
Oostenrijk (2008) ·
Polen (2006) ·
Polen (2008) ·
Polen (2016) ·
Portugal (2006) ·
Portugal (2008) ·
Portugal (2012) ·
Portugal (2014) ·
Portugal (2021) ·
Servië (2010) ·
Sovjet-Unie (1972) · 
Spanje (1982) ·
Spanje (2008) ·
Spanje (2022) ·
Tsjechië (1996, 2) · 
Tsjecho-Slowakije (1976) ·
Turkije (2008) ·
Verenigde Staten (2014) ·
Zuid-Korea (2018) ·
Zweden (2006)
AFC-zone: Afghanistan · Australië · Bahrein · Bangladesh · Bhutan · Brunei · Cambodja · China · Chinees Taipei · Filipijnen · Guam · Hongkong · India · Indonesië · Iran · Irak · Japan · Jemen · Jordanië · Koeweit · Kirgizië · Laos · Libanon · Macau · Maleisië · Maldiven · Mongolië · Myanmar · Nepal · Noord-Korea · Oezbekistan · Oman · Oost-Timor · Pakistan · Palestina · Qatar · Saoedi-Arabië · Singapore · Sri Lanka · Syrië · Tadjikistan · Thailand · Turkmenistan · Verenigde Arabische Emiraten · Vietnam · Zuid-Korea

CAF-zone: Algerije · Angola · Benin · Botswana · Burkina Faso · Burundi · Centraal-Afrikaanse Republiek · Comoren · Congo-Brazzaville · Congo-Kinshasa · Djibouti · Egypte · Equatoriaal-Guinea · Eritrea · Ethiopië · Gabon · Gambia · Ghana · Guinee · Guinee-Bissau · Ivoorkust · Kaapverdië · Kameroen · Kenia · Lesotho · Liberia · Libië · Madagaskar · Malawi · Mali · Mauritanië · Mauritius · Marokko · Mozambique · Namibië · Niger · Nigeria · Oeganda · Rwanda · Sao Tomé en Principe · Senegal · Seychellen · Sierra Leone · Soedan · Somalië · Swaziland · Tanzania · Togo · Tsjaad · Tunesië · Zambia · Zimbabwe · Zuid-Afrika · Zuid-Soedan 

CONCACAF-zone: Amerikaanse Maagdeneilanden · Anguilla · Antigua en Barbuda · Aruba · Bahama's · Barbados · Belize · Bermuda · Britse Maagdeneilanden · Canada · Kaaimaneilanden · Costa Rica · Cuba · Curaçao · Dominica · Dominicaanse Republiek · El Salvador · Frans Guyana · Grenada · Guadeloupe · Guatemala · Guyana · Haïti · Honduras · Jamaica · Martinique · Mexico · Montserrat · 
Nicaragua · Panama · Puerto Rico · Saint Kitts en Nevis · Saint Lucia · Saint Vincent en de Grenadines · Sint Maarten · Suriname · Trinidad en Tobago · Turks- en Caicoseilanden · Verenigde Staten

CONMEBOL-zone: Argentinië · Bolivia · Brazilië · Chili · Colombia · Ecuador · Paraguay · Peru · Uruguay · Venezuela

OFC-zone: Amerikaans-Samoa · Cookeilanden · Fiji · Nieuw-Caledonië · Nieuw-Zeeland · Papoea-Nieuw-Guinea · Samoa · Salomoneilanden · Tahiti · Tonga · Vanuatu

UEFA-zone: Albanië · Andorra · Armenië · Azerbeidzjan · België · Bosnië en Herzegovina · Bulgarije · Cyprus · Denemarken · Duitsland · Engeland · Estland · Faeröer · Finland · Frankrijk · Georgië · Gibraltar · Griekenland · Hongarije · IJsland · Ierland · Israël · Italië · Kazachstan · Kosovo · Kroatië · Letland · Liechtenstein · Litouwen · Luxemburg · Macedonië · Malta · Moldavië · Montenegro · Nederland · Noord-Ierland · Noorwegen · Oekraïne · Oostenrijk · Polen · Portugal · Roemenië · Rusland · San Marino · Schotland · Servië · Slovenië · Slowakije · Spanje · Tsjechië · Turkije · Wales · Wit-Rusland · Zweden · Zwitserland